# Палант
Палант, један од титана, син Крија и Еурибије, Астеријев и Персов брат. Био је ожењен Океанидом Стигом, која му је родила Нику, Зелоса, Кратоса и Бију.